# Copa Intertoto de la UEFA 2006
La Copa Intertoto 2006, a diferencia de las anteriores, se desarrolló en 3 fases con 49 equipos. Los 11 equipos ganadores de la tercera ronda ingresaron directamente a la segunda ronda clasificatoria de la Copa de la UEFA

## Primera fase
17 y 18 de junio y 24 y 25 de junio de 2006.
| Equipo 1                | Agr.                    | Equipo 2                | Ida                     | Vuelta                  |
| Región Sur-Mediterráneo | Región Sur-Mediterráneo | Región Sur-Mediterráneo | Región Sur-Mediterráneo | Región Sur-Mediterráneo |
| ----------------------- | ----------------------- | ----------------------- | ----------------------- | ----------------------- |
| Pobeda                  | 2–4                     | Farul Constanţa         | 2–2                     | 0–2                     |
| Sant Julià              | 0–8                     | Maribor                 | 0–3                     | 0–5                     |
| Ethnikos Achna          | 5–4                     | Partizani               | 4–2                     | 1–2                     |
| Zrinjski                | 4–1                     | Marsaxlokk              | 3–0                     | 1–1                     |
| Región Centro-Este      |                         |                         |                         |                         |
| Kilikia                 | 1–8                     | Dinamo Tbilisi          | 1–5                     | 0–3                     |
| Shakhter                | 4–6                     | MTZ-RIPO Minsk          | 1–5                     | 3–1                     |
| Nitra                   | 12–2                    | Grevenmacher            | 6–2                     | 6–0                     |
| MKT Araz Imisli         | 1–2                     | Tiraspol                | 1–0                     | 0–2                     |
| Región Norte            |                         |                         |                         |                         |
| Keflavik                | 4–1                     | Dungannon Swifts        | 4–1                     | 0–0                     |
| Dinaburg                | 2–1                     | Tórshavn                | 1–1                     | 1–0                     |
| Tampere United          | 8–1                     | Carmarthen Town         | 5–0                     | 3–1                     |
| Narva Trans             | 1–8                     | Kalmar                  | 1–6                     | 0–2                     |
| Vėtra                   | 0–5                     | Shelbourne              | 0–1                     | 0–4                     |

## Segunda fase
1/2 de julio y 8/9 de julio de 2006.
| Equipo 1                | Agr.                    | Equipo 2                | Ida                     | Vuelta                  |
| Región Sur-Mediterráneo | Región Sur-Mediterráneo | Región Sur-Mediterráneo | Región Sur-Mediterráneo | Región Sur-Mediterráneo |
| ----------------------- | ----------------------- | ----------------------- | ----------------------- | ----------------------- |
| Sopron                  | 3–4                     | Kayserispor             | 3–3                     | 0–1                     |
| Farul Constanţa         | 3–2                     | Lokomotiv Plovdiv       | 2–1                     | 1–1                     |
| Zeta1                   | 1–4                     | Maribor                 | 1–22                    | 0–2                     |
| Maccabi Petah Tikva     | 4–2                     | Zrinjski                | 1–13                    | 3–1                     |
| Osijek                  | 2–2 (v.)                | Ethnikos Achna          | 2–2                     | 0–0                     |
| Región Centro-Este      |                         |                         |                         |                         |
| Grashopper              | 4–0                     | Teplice                 | 2–0                     | 2–0                     |
| Nitra                   | 2–3                     | Dnipro                  | 2–1                     | 0–2                     |
| Ried                    | 4–1                     | Dinamo Tbilisi          | 3–1                     | 1–0                     |
| Tiraspol                | 4–1                     | Lech Poznań             | 1–0                     | 3–1                     |
| Moscú                   | 3–0                     | MTZ-RIPO Minsk          | 2–0                     | 1–0                     |
| Región Norte            |                         |                         |                         |                         |
| Tampere United          | 3–5                     | Kalmar FF               | 1–2                     | 2–3                     |
| Odense                  | 3–1                     | Shelbourne              | 3–0                     | 0–1                     |
| Lillestrøm              | 6–3                     | Keflavik                | 4–1                     | 2–2                     |
| Hibernian               | 8–0                     | Dinaburg                | 5–0                     | 3–0                     |

1El FK Zeta clasificó para las competiciones de la UEFA en ese año por pertenecer a la Asociación de Fútbol de Serbia y Montenegro durante la temporada 2005/06, pero al miamo tiempo formaba parte de la Asociación de Fútbol de Montenegro.

2Se jugó en el Partizan Stadium en Belgrado, Serbia, debido a que el Stadion Trešnjica en Golubovci no cumplía con los requerimientos de la UEFA

3Se jugó en Herzliya debido a que el estadio del Maccabi Petah Tikva F.C. en Petah Tikva estaba siendo remodelado

## Tercera fase
15/16 de julio y 22 de julio de 2006.
| Equipo 1                | Agr.                    | Equipo 2                | Ida                     | Vuelta                  |
| Región Sur-Mediterráneo | Región Sur-Mediterráneo | Región Sur-Mediterráneo | Región Sur-Mediterráneo | Región Sur-Mediterráneo |
| ----------------------- | ----------------------- | ----------------------- | ----------------------- | ----------------------- |
| Auxerre1                | 4–2                     | Farul Constanţa         | 4–1                     | 0–1                     |
| Larissa                 | 0–2                     | Kayserispor             | 0–0                     | 0–2                     |
| Villarreal              | 2–3                     | Maribor                 | 1–2                     | 1–1                     |
| Maccabi Petah           | 3–4                     | Ethnikos Achna          | 0–2                     | 3–2                     |
| Región Centro-Este      |                         |                         |                         |                         |
| Grasshopper             | 3–2                     | Gent                    | 2–1                     | 1–1                     |
| Olympique de Marsella   | (v.) 2–2                | Dnipro                  | 0–0                     | 2–2                     |
| Hertha Berlín           | 2–0                     | Moscú                   | 0–02                    | 2–0                     |
| Ried                    | 4–2                     | Tiraspol                | 3–1                     | 1–1                     |
| Región Norte            |                         |                         |                         |                         |
| Newcastle United        | 4–1                     | Lillestrøm              | 1–1                     | 3–0                     |
| Kalmar                  | 2–3                     | Twente                  | 1–0                     | 1–3                     |
| OB                      | (v.) 2–2                | Hibernian               | 1–0                     | 1–2                     |

1- Luego de consultar con la UEFA, el representante de Italia, el Palermo fue excluido de la Italian Football Federation (FIGC) el 6 de junio del 2006. Debido al arreglo de partidos por el escándalo en la Serie A del 2006, la FIGC no dio los resultados oficiales de la temporada 2005–06 de la Serie A a tiempo para que el Palermo compitiera en la Intertoto Cup y como consecuencia, el club francés de la Ligue 1 Auxerre lo reemplazó, según los reglamentos de la UEFA relacionados con la Copa Intertoto de la UEFA.
2- Se jugó el 16 de julio.

## Ganadores
Los 11 equipos que superaron la tercera fase accedieron a la Copa de la UEFA. El trofeo de campeón de la Copa Intertoto fue entregado al Newcastle United por ser el equipo, de entre los clasificados vía Intertoto, que llegó más lejos en la Copa de la UEFA 2006/2007.
| - Newcastle United (Campeón) - Auxerre - Grasshopper - OB | - Marseille - Hertha Berlin - Kayserispor - Ethnikos Achna | - Twente - Ried - Maribor |